# Margaretha van Oostenrijk (1480-1530)

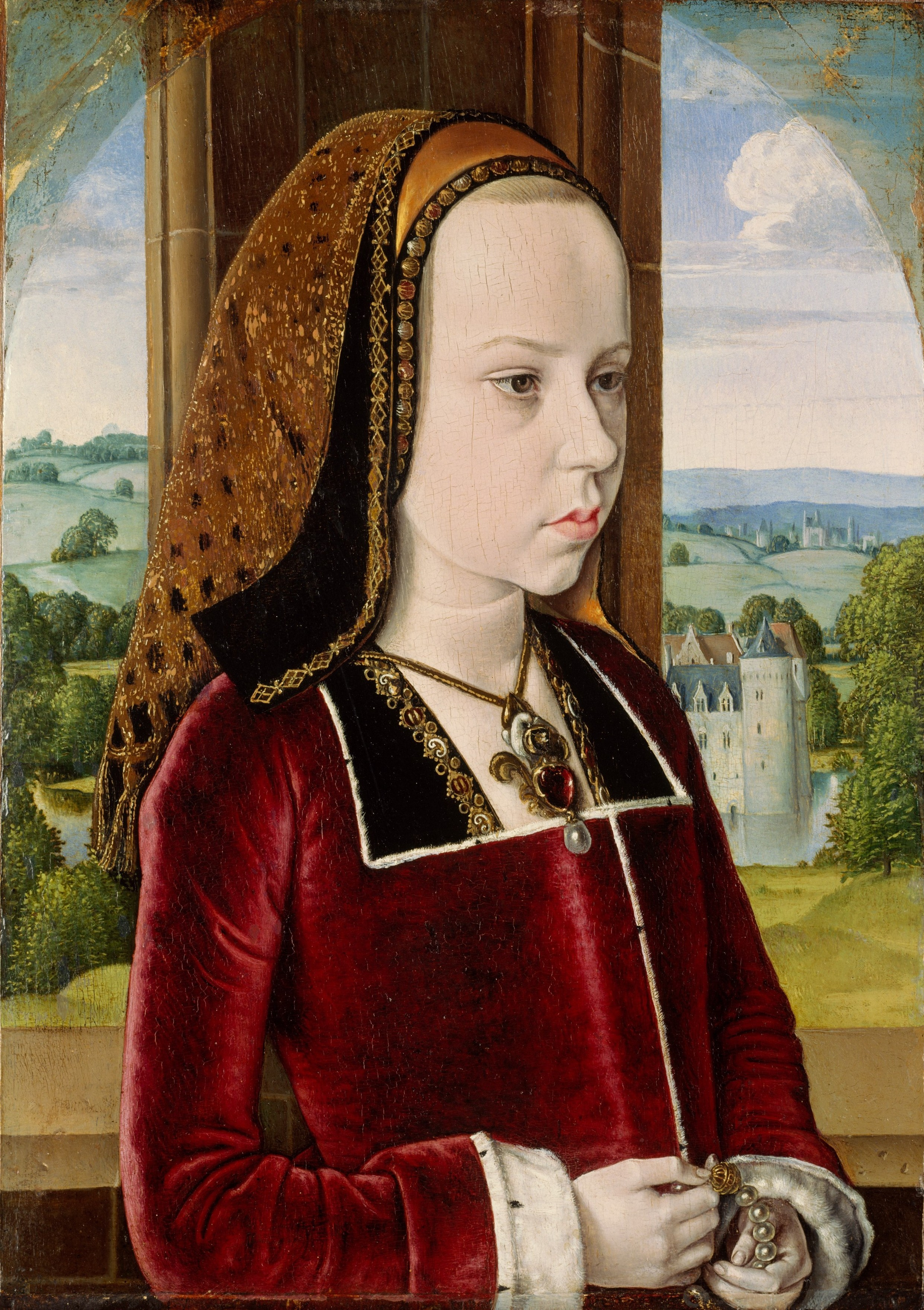
De tienjarige Margaretha geschilderd door Jean Hey

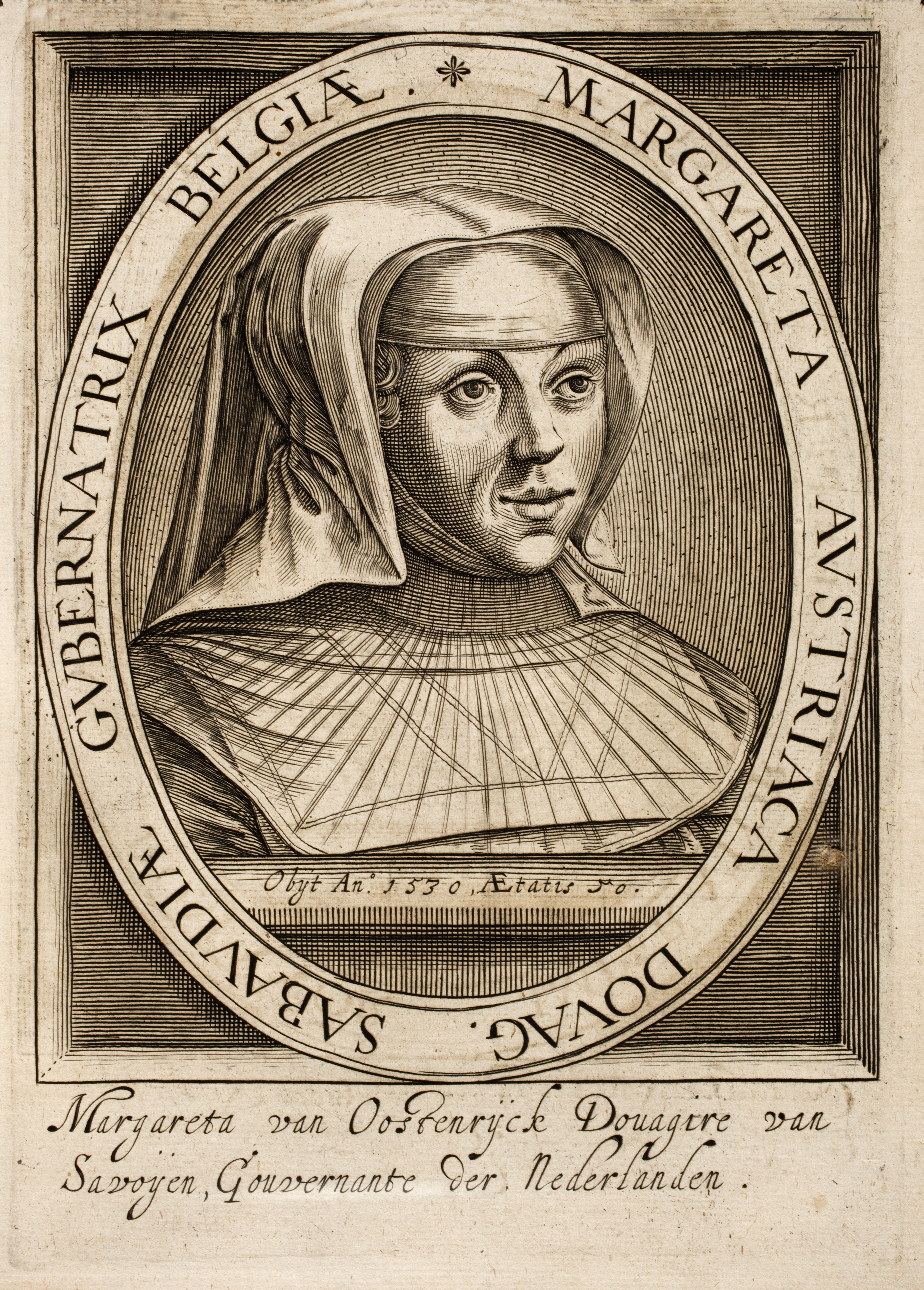
Margaretha van Oostenrijk, uit: Emanuel van Meteren: Historie der Nederlandscher ende Haerder Na-buren Oorlogen en geschiedenissen tot den Jare 1612

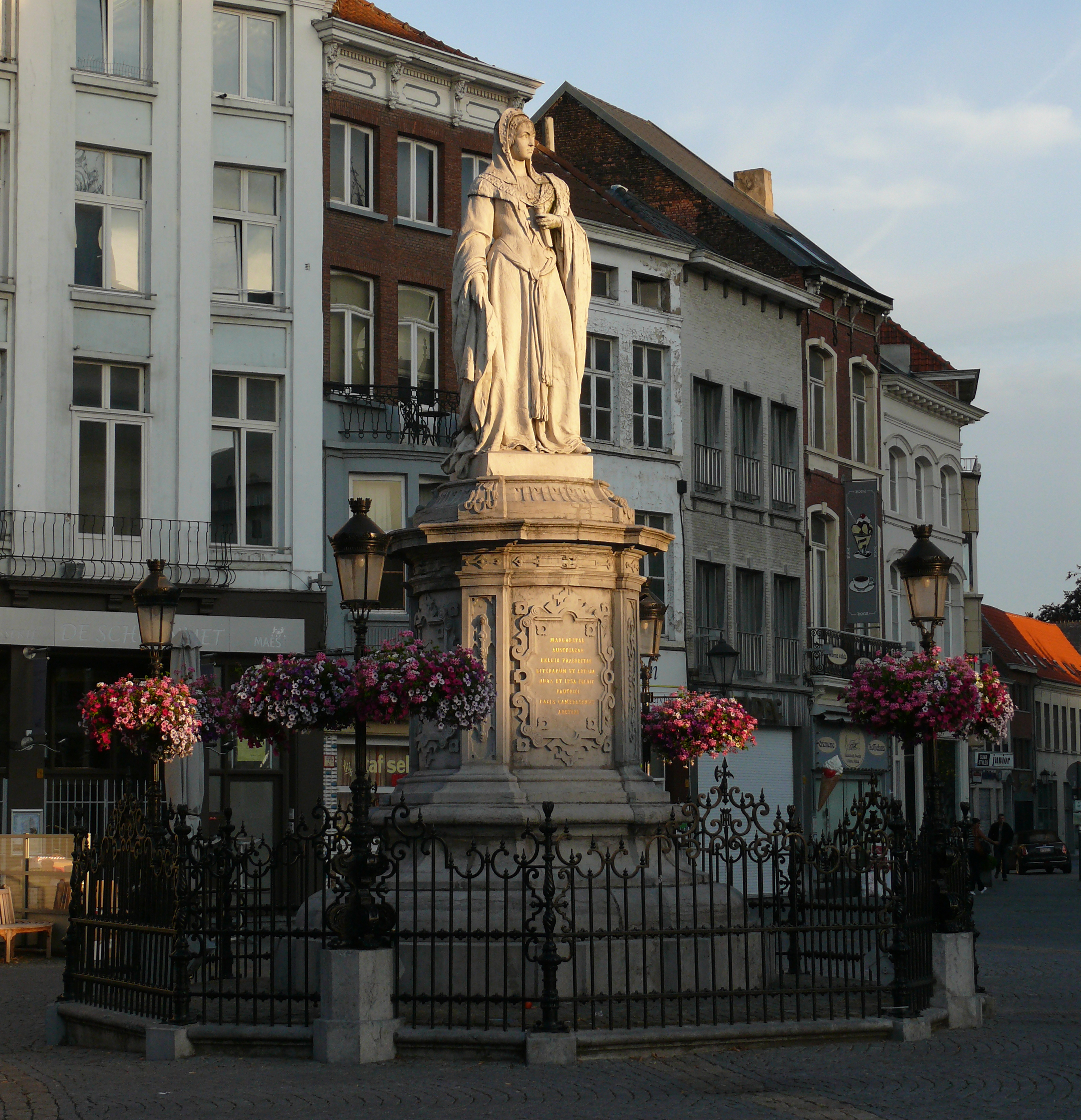
Het standbeeld van Margaretha stond op de Grote Markt maar is sedert 14 maart 2006 verhuisd naar de Schoenmarkt, nabij de Sint-Romboutskathedraal van Mechelen

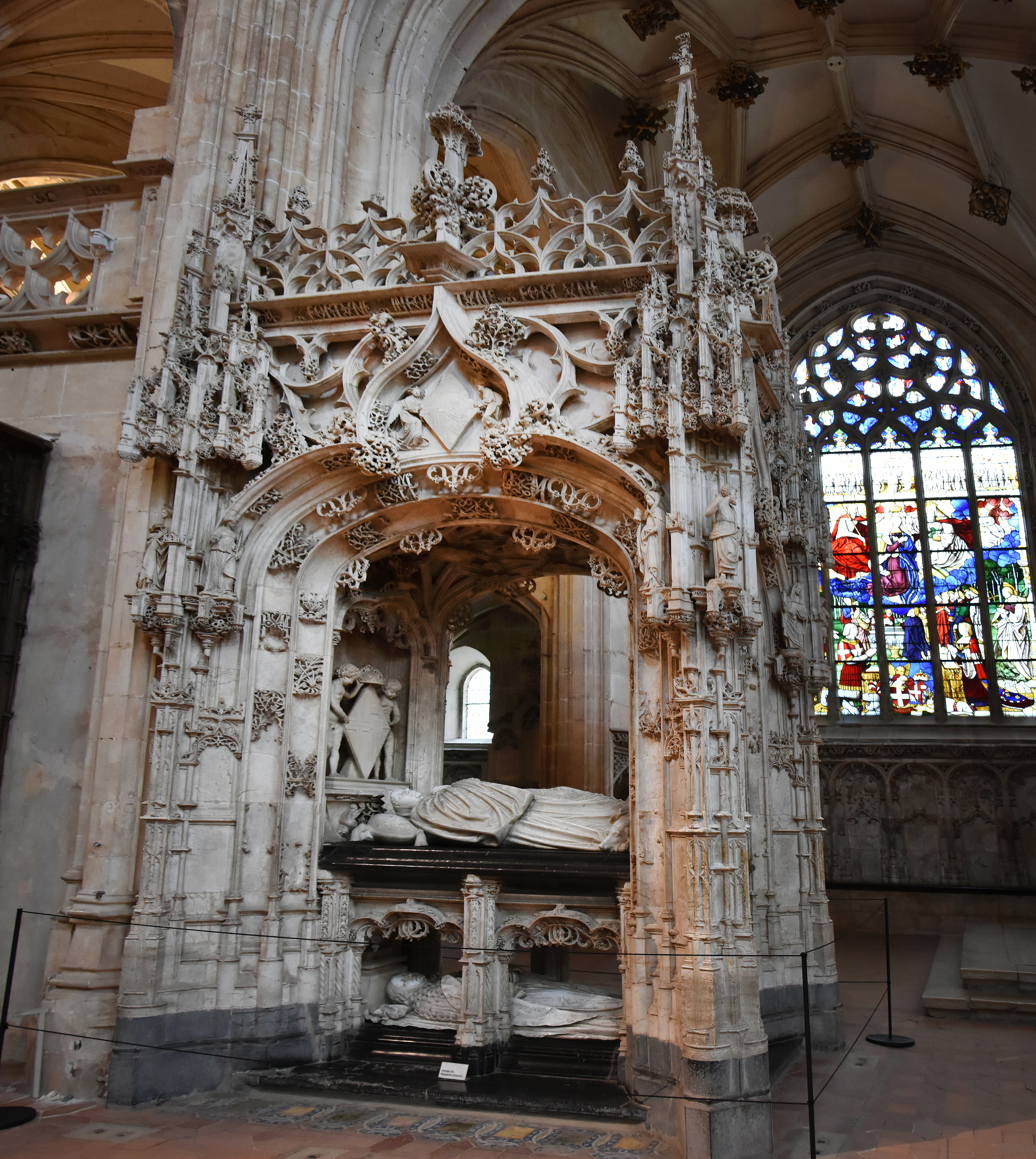
Het grafmonument van Margaretha van Oostenrijk in de kerk te Brou

Margaretha van Oostenrijk (Brussel, 10 januari 1480 — Mechelen, 1 december 1530) was hertogin van Savoye, landvoogdes van de Habsburgse Nederlanden en de enige dochter van Maximiliaan I van Oostenrijk en Maria van Bourgondië. Ze was de zuster van Filips de Schone, die huwde met Johanna van Castilië, ook de Waanzinnige genoemd. Ze was de laatste Bourgondische prinses.

## Leven

### Kinderjaren in Frankrijk
Toen Margaretha twee jaar oud was verloor ze haar moeder, Maria van Bourgondië. De Vlaamse steden kwamen in die tijd in opstand en de Gentenaars gijzelden de kleine prinses en haar vierjarige broertje Filips. Ze dwongen hun vader om een voor hem nadelige vrede te sluiten met de Franse koning Lodewijk XI. Bij de Vrede van Atrecht (1482) werd ook bepaald dat Margaretha zich verloofde met de toen dertienjarige Karel VIII, de Franse dauphin. 
Margaretha groeide op aan het Franse hof in Amboise. Bij het overlijden van Lodewijk XI in 1483 was ze de verloofde van de dauphin, die zelf onder de voogdij van Anna van Beaujeu, zijn oudste zus en regentes, kwam. 
Toen Maximiliaan I in 1491 bij volmacht huwde met Anna van Bretagne, de erfdochter van het hertogdom Bretagne, grepen Anna van Beaujeu en Karel VIII in. Margaretha werd opzij geschoven en Karel dwong Anna van Bretagne om met hemzelf te trouwen. Margaretha werd in 1493 bij de Vrede van Senlis aan haar vader, Maximiliaan, teruggegeven. Tijdens haar verblijf aan het Franse hof in het Kasteel van Amboise leerde ze haar latere echtgenoot Filibert II van Savoye kennen.

### Huwelijk met Johan van Aragón
In 1497 reisde Margaretha per schip naar Santander in Spanje. Ze werd met veel luister ontvangen aan het hof van de Katholieke Koningen. Op 3 april 1497 trouwde ze in Burgos met Johan van Aragón, de troonopvolger van Spanje en de broer van Johanna van Castilië. Een jaar eerder in 1496 was Johanna in Lier gehuwd met de broer van Margaretha, Filips de Schone. Dit dubbelhuwelijk smeedde een band tussen Oostenrijk en Spanje tegen Frankrijk. 
Het huwelijk, alhoewel gearrangeerd, was liefdevol. Blijkbaar was de tijd die zij in bed doorbrachten een zorg voor de hofartsen gezien Johan een zwakke constitutie had. De wellust die hij voelde voor zijn vrouw baarde hem zorgen, maar zijn biechtvader verzekerde hem dat dit natuurlijk was. Margaretha was zijn liefde waard en ze had een scherp gevoel voor humor. Haar verloving met de prins scheen gedoemd toen het schip dat haar naar Spanje bracht in een storm verzeilde in de Golf van Biskaje. In alle haast schreef ze haar eigen grafschrift:
"Cy gist Margot, la gente Demoiselle, Qu'eust deux maris, et si mourut pucelle."

(Hier ligt Margaretha, de mooie jonkvrouw, tweemaal gehuwd, maar een maagd toen ze stierf.)
Na vijf maanden huwelijk bezweek Margaretha's echtgenoot Johan aan tuberculose. Enkele maanden later beviel de zeventienjarige Margaretha van een doodgeboren dochter. Na deze miskraam met zware dynastieke gevolgen nam ze het devies Spoliat mors munera nostra ('De dood berooft ons van onze vruchten').

### Huwelijk met Filibert II van Savoye
Op 5 maart 1500 arriveerde Margaretha terug in Gent, waar de geboorte werd gevierd van de latere keizer Karel V, de zoon en erfopvolger van haar broer Filips de Schone. Op 28 november 1501 huwde zij met hertog Filibert II van Savoye, een neef van Karel VIII, die ze eerder aan het Franse hof had leren kennen. De bruiloft werd in het Klooster van Romainmôtier gehouden. Zij verloor haar tweede echtgenoot amper drie jaar later. Filibert stierf na een jachtpartij op een hete dag, toen hij te overvloedig ijskoud bronwater had gedronken. Margaretha nam zich toen voor de weduwekap tot het eind van haar dagen te dragen en verwoordde haar rouwgevoelens in Franstalige gedichten.
Zij liet de Nicolaas van Tolentijnkerk, deel van het Koninklijk klooster van Brou optrekken in het Franse Brou, een buitenwijk van Bourg-en-Bresse, als herinnering aan haar echtgenoot. Filibert ligt er samen met Margaretha en zijn moeder, Margaretha van Bourbon, begraven.

### Landvoogdij van de Habsburgse Nederlanden
Na de plotse dood van Filips de Schone was keizer Maximiliaan weer regent van de Habsburgse Nederlanden, maar het gezag ter plaatse werd waargenomen door de francofiele Willem II van Croÿ. Hoewel Margaretha kort voordien de keizer misnoegd had door een huwelijk met Hendrik VII van Engeland te weigeren, vertrouwde hij haar de landvoogdij toe vanwege haar anti-Franse houding en omdat de dochter van Maria van Bourgondië in de Nederlanden als een princesse naturelle werd beschouwd. Op 18 maart 1507 werd ze aangesteld tot zijn 'procurator' (gevolmachtigde) en keerde ze naar de Habsburgse Nederlanden terug. Maximiliaan verleende haar ook de voogdij over vier van de zes kinderen van Filips en Johanna: Eleanora, Karel, Maria en Isabella. Johanna was om haar ziekte in een kasteel in Tordesillas opgesloten.
In het voorjaar van 1509 gaf de keizer Margaretha meer armslag door haar "regent en gouverneur" te maken. Ze kreeg echter niet de autonomie die ze vroeg, en moest zich vaak neerleggen bij beslissingen die tegen haar wensen ingingen, zoals de benoeming van Chièvres tot eerste kamerheer van de jonge prins Karel.
Margaretha regeerde vanuit het Hof van Savoye te Mechelen, dat ze had gekocht van Hiëronymus Lauweryn, haar schatbewaarder en hofmeester. Hierdoor werd Mechelen de hoofdstad van Belgica Regia. Haar hof werd een centrum van kunst, cultuur en humanisme. Grote schilders als Bernard van Orley en Jan Cornelisz Vermeyen waren in haar dienst, alsook de tapijtwever Pieter de Pannemaker. Beroemde schilders deden het hof te Mechelen aan en muzikaal bestonden er twee hofkapellen. Margaretha zelf schreef poëzie, meestal in het Frans maar er wordt ook een gedicht in het Nederlands aan haar toegeschreven. Tegen het einde van haar leven had ze een prachtige bibliotheek met 380 boeken, 130 wandtapijten, 170 schilderijen en 52 beeldhouwwerken. Ze hield zich persoonlijk bezig met het samenstellen van deze collectie, zoals blijkt uit haar notities op inventarissen.
Voor het bestuur van haar gewesten deed ze vooral een beroep op de Geheime Raad. Tijdens haar bestuursperiode was zij voortdurend begaan met de belangen van het Huis Habsburg en stond ze zeer wantrouwend tegenover het Franse Huis Valois. Toen zij toenadering zocht tot de koning van Engeland, Hendrik VII, versloeg deze samen met het leger van Maximiliaan de Franse troepen in Normandië en kwam door haar bemiddeling op 10 maart 1508 de Liga van Kamerijk tot stand. Daarbij werd o.a. de jonge aartshertog Karel voorbestemd te huwen met Maria Tudor, dochter van de Engelse koning.
Toen haar neef Karel in 1515 meerderjarig werd verklaard, leefde zij enige tijd teruggetrokken. Nadat Karel naar Spanje was vertrokken om er na het overlijden van Ferdinand II van Aragón de troonopvolging waar te nemen, werd Margaretha, 'la bonne tante', voor een tweede maal belast met de regering over de Habsburgse Nederlanden. Andermaal behartigde zij vooral de belangen van het Huis Habsburg. Een van haar successen was de verkiezing van Karel tot keizer (1519), wat gepaard ging met een hervatting van de oorlog tegen Frankrijk (zie Slag bij Pavia), waarbij de Franse koning de soevereiniteit over het Graafschap Artesië verloor. Samen met de moeder van de koning van Frankrijk, Louise van Savoye, ijverde ze voor een vergelijk, wat op 3 augustus 1529 tot de Damesvrede van Kamerijk leidde, waarbij Frans I definitief afstand deed van alle aanspraken op het graafschap Vlaanderen en het graafschap Artesië. Er kwam hiermee een tijdelijk einde aan de Italiaanse Oorlogen. Tijdens de laatste tien jaar van haar bewind vertrouwde keizer Karel heel het bestuur over de Habsburgse Nederlanden aan haar toe.
Margaretha's regering wordt beschouwd als een tijd van relatieve rust en welvaart. Niettemin hadden onder haar bewind de eerste executies van protestanten plaats, met name de Antwerpse monniken Hendrik Voes en Jan Van Essen, die op 1 juli 1523 op de Grote Markt van Brussel verbrand werden. In Holland werd Jan de Bakker uit Woerden de eerste protestantse martelaar. In 1525 werd hij in Den Haag, in Margaretha's aanwezigheid, op de brandstapel ter dood gebracht. Verder slaagde zij er met moeite in om de eeuwige lastpost Karel van Gelre in de slepende Gelderse Oorlogen in bedwang te houden. Pas in 1528 werd keizer Karel gedwongen om de Vrede van Gorkum te sluiten, maar Gelre zou tot na Karel van Gelres dood in 1538 zijn zelfstandigheid behouden; pas in 1543 werd Gelre definitief onder Habsburgs gezag geplaatst.

## Overlijden
Al enige tijd leed Margaretha aan jicht in beide benen en regelmatig moest ze gebruik maken van een rolstoel. Vanwege deze slepende beenkwaal liet ze in 1530 haar bestuurstaken over aan een waarnemend landvoogd, Antoon I van Lalaing, graaf van Hoogstraten. Begin november waren haar beide benen zwaar ontstoken en kreeg ze koorts. Ze werd nog geopereerd door haar lijfartsen Denijs Dodoens en Joachim Roelants. Op 30 november 1530 dicteerde zij op haar sterfbed in Mechelen haar laatste brief, vergezeld van haar testament aan keizer Karel, die ze met aandrang verzocht de vrede te bewaren, zowel met de koning van Frankrijk als met die van Engeland. Margaretha overleed in de nacht daarop. Keizer Karel benoemde zijn zuster Maria van Hongarije als haar opvolgster.

## Begrafenis
Margaretha had haar wens uitgedrukt begraven te worden in de Nicolaas van Tolentijnkerk, deel van het Koninklijk klooster van Brou in de Bourgondische stad Bourg-en-Bresse. Zij nam het initiatief om dit complex te bouwen maar dit was nog niet afgewerkt toen ze stierf. Daarom werd ze voorlopig begraven in de paleiskapel. In januari 1531 werd haar lichaam overgebracht naar Brugge en begraven in het klooster van de annunciaten. Pas in het voorjaar van 1532 kon haar lichaam worden getransporteerd naar Bourgondië. Ze ligt er begraven, samen met haar tweede echtgenoot Filibert en haar schoonmoeder Margaretha van Bourbon. Het interieur, de graftombes en de voorgevel van de kerk zijn van grote artistieke waarde. 
Margaretha's maag en ingewanden werden in een loden kist bewaard in de oude Mechelse Sint-Pieterskerk. Die laatste kerk raakte in de 18e eeuw in verval en door een Decreet van keizerin Maria Theresia werd de parochie verplaatst naar de leegstaande voormalige jezuïetenkerk van Franciscus-Xaverius aan de overzijde van de straat. Terwijl de oude kerk werd afgebroken, werd de Fanciscus-Xaveriuskerk herdoopt tot Sint-Pieter-en-Paul. In 1778 werd de kist naar daar overgebracht en er onder een grote marmeren tegel in het koor, aan de voet van het hoofdaltaar, begraven. De urn zou volgens geruchten in 1981 op een container beland geweest zijn toen er een nieuwe vloer in de kerk werd aangelegd. Gevreesd werd dat de arbeiders de waarde van de urn niet hadden ingeschat en die toen hebben weggegooid. Op 14 december 2016 werd door een archeologisch team de urn teruggevonden aan de voet van het hoofdaltaar, hetgeen bevestigde dat deze zich na de verhuizing uit de oude kerk nog altijd in de Sint-Pieters-en-Sint-Pauluskerk bevond op de locatie van de 18e-eeuwse herbegraving. Een tegel werd uitgebroken en via een gat in de betonplaat werd gezocht naar sporen van de urn onder de tegel. Via een endoscoop werd zekerheid verkregen.
Het hart van Margaretha werd bijgezet in het Brugse klooster van de annunciaten. Toen Maria Theresia's opvolger Jozef II die orde in 1784 afschafte, werd de hart-urn overgebracht naar de Brugse Sint-Donaaskathedraal. Enkele jaren later brak de Franse Revolutie uit. De Franse sansculotten lieten in 1799 de Sint-Donaas slopen en sindsdien is men het spoor bijster van het hartreliek van Margaretha. Het heeft waarschijnlijk de sloop niet overleefd; het lood van de vele reliekurnen uit die kerk is destijds verkocht als oud metaal en is omgesmolten.

## Afbeeldingen

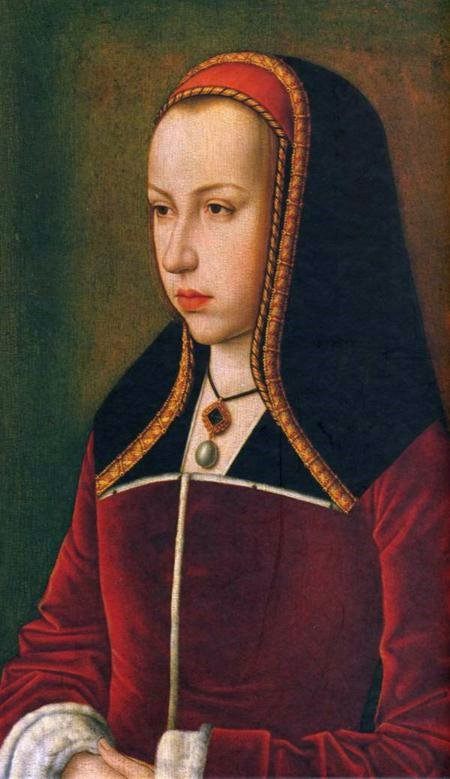
Margaretha rond 1500
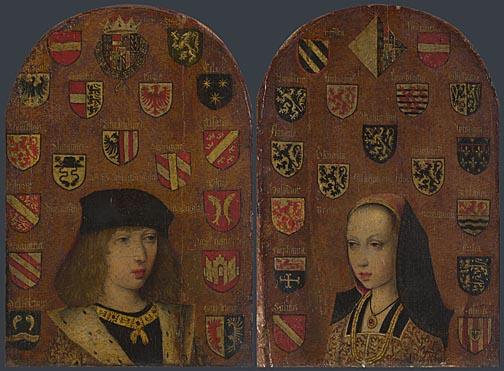
Filips de Schone en Margaretha
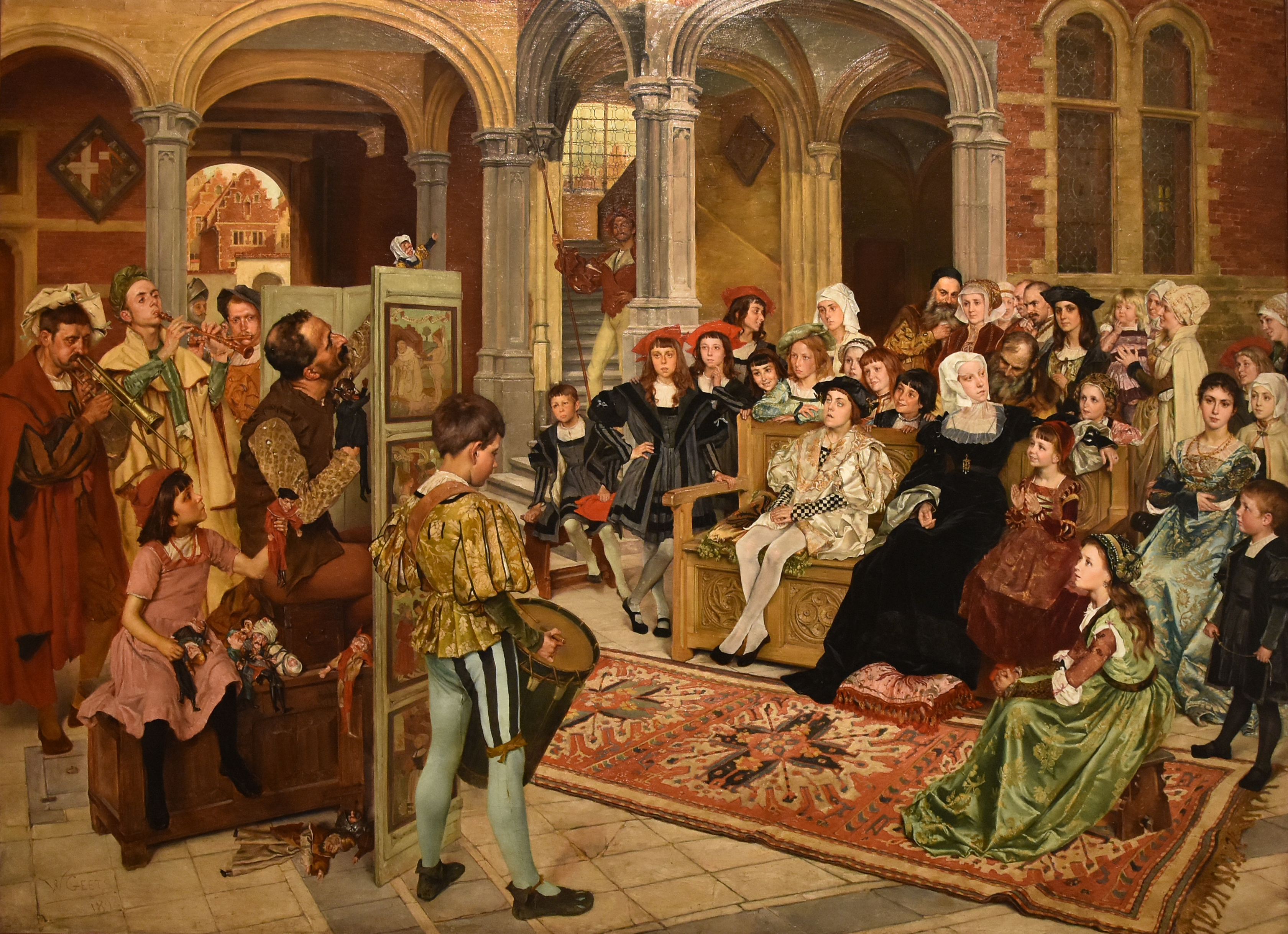
Poppenspel aan het hof van Margaretha van Oostenrijk in het Museum Hof van Busleyden
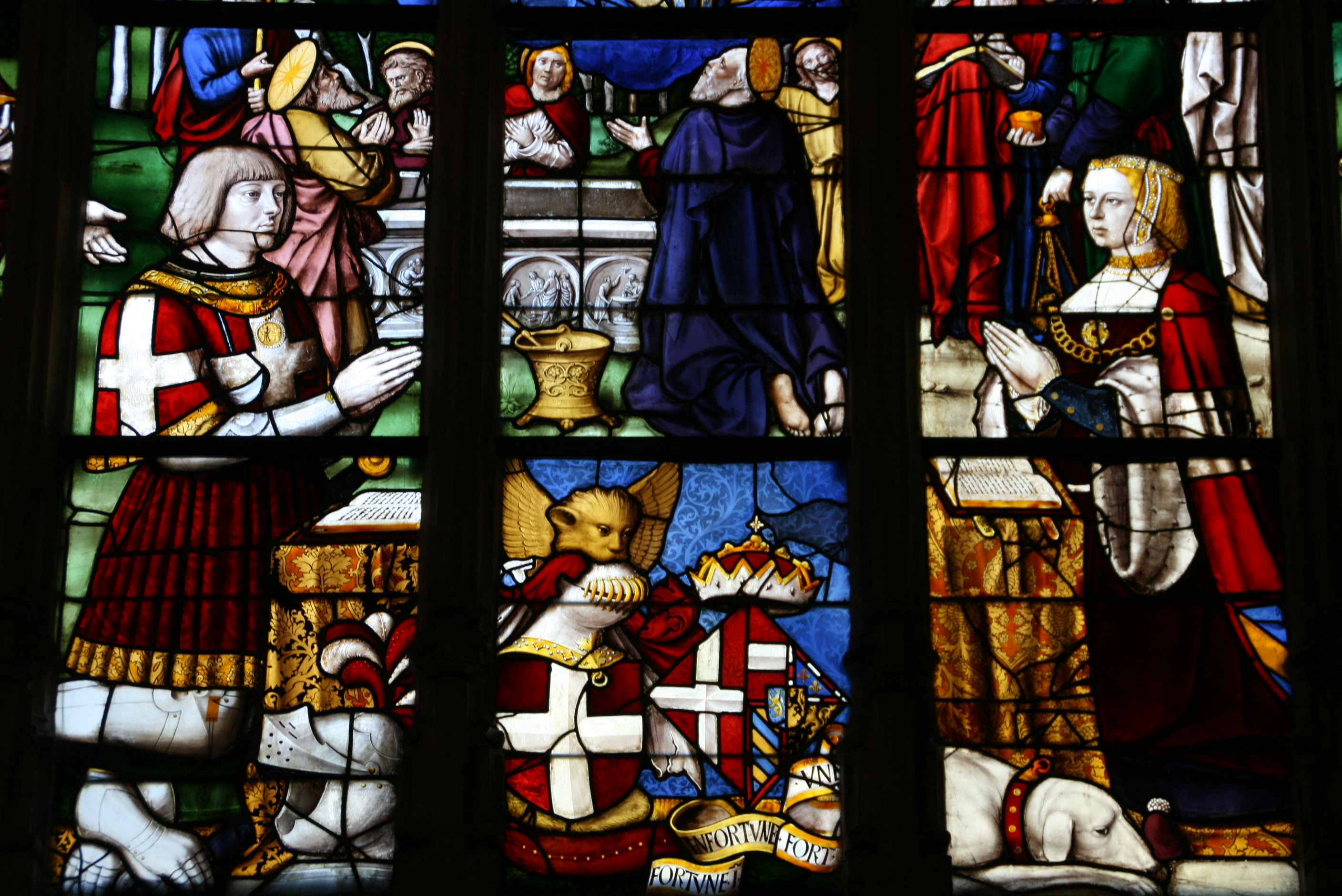
Glasraam in Brou met Filibert II van Savoye en Margaretha van Oostenrijk
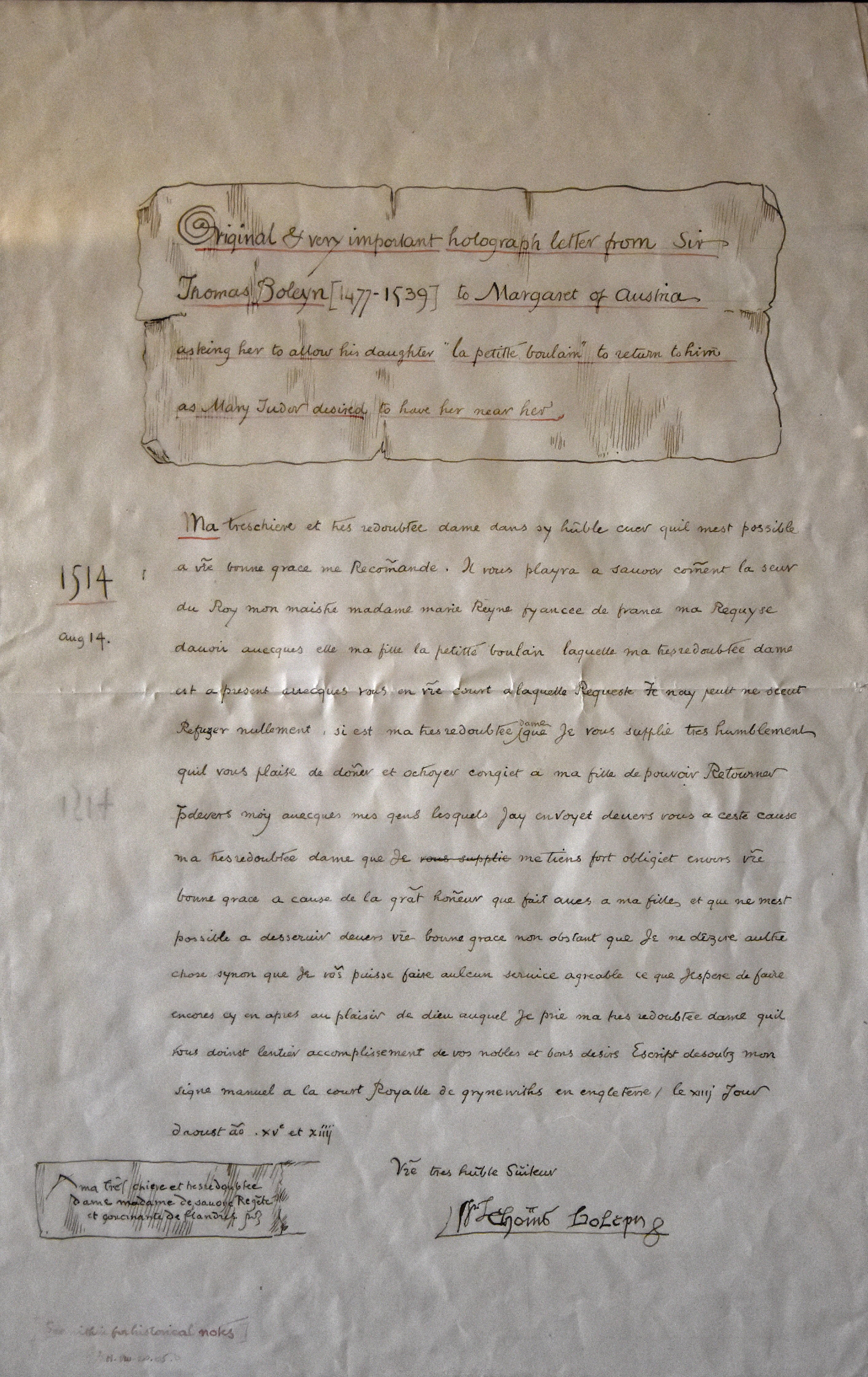
Brief van Thomas Boleyn aan Margaretha, waarin hij zijn dochter Anna Boleyn terugroept
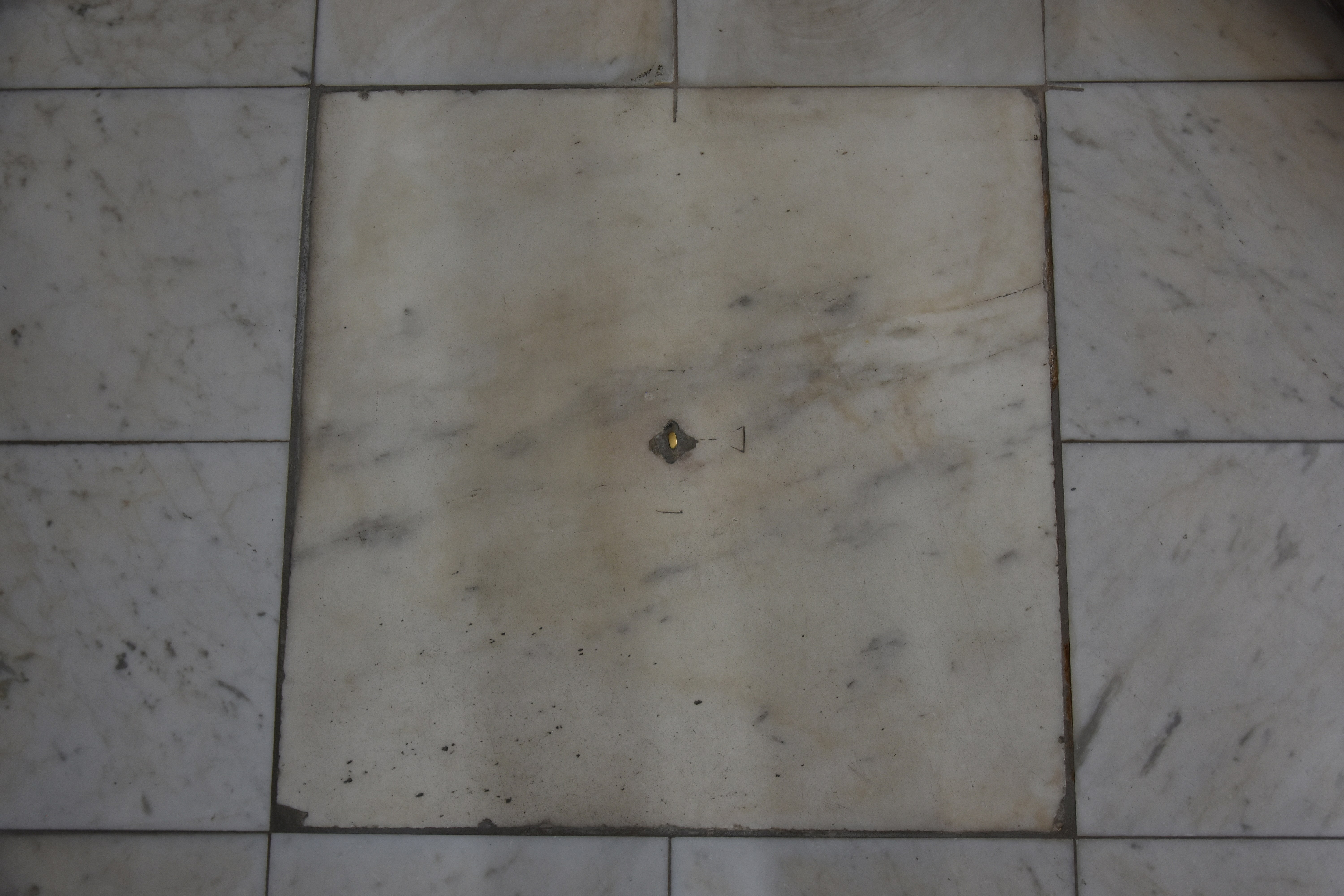
Plaats vooraan in het priesterkoor van de Sint-Pieters-en-Pauluskerk waar de ingewanden van Margaretha worden bewaard

## Kwartierstaat (voorouders)
| Ernst I van Oostenrijk (1377-1424) | Ernst I van Oostenrijk (1377-1424) | Ernst I van Oostenrijk (1377-1424) | Ernst I van Oostenrijk (1377-1424) | Ernst I van Oostenrijk (1377-1424) | Ernst I van Oostenrijk (1377-1424) | Cymburgis van Mazovië (ca. 1394−1429) | Cymburgis van Mazovië (ca. 1394−1429) | Cymburgis van Mazovië (ca. 1394−1429) | Cymburgis van Mazovië (ca. 1394−1429) | Cymburgis van Mazovië (ca. 1394−1429) | Cymburgis van Mazovië (ca. 1394−1429) |                                  |                                  | Eduard van Portugal (1391-1438)  | Eduard van Portugal (1391-1438)  | Eduard van Portugal (1391-1438)          | Eduard van Portugal (1391-1438)          | Eduard van Portugal (1391-1438)          | Eduard van Portugal (1391-1438)          | Eleonora van Aragón (1402-1445)          | Eleonora van Aragón (1402-1445)          | Eleonora van Aragón (1402-1445) | Eleonora van Aragón (1402-1445) | Eleonora van Aragón (1402-1445)       | Eleonora van Aragón (1402-1445)       |                                       |                                       | Filips de Goede (1396-1467)           | Filips de Goede (1396-1467)           | Filips de Goede (1396-1467) | Filips de Goede (1396-1467) | Filips de Goede (1396-1467) | Filips de Goede (1396-1467) | Isabella van Portugal (1397-1472)  | Isabella van Portugal (1397-1472)  | Isabella van Portugal (1397-1472)  | Isabella van Portugal (1397-1472)  | Isabella van Portugal (1397-1472)  | Isabella van Portugal (1397-1472)  |                                  |                                  | Karel I van Bourbon (1401-1456)  | Karel I van Bourbon (1401-1456)  | Karel I van Bourbon (1401-1456)  | Karel I van Bourbon (1401-1456)  | Karel I van Bourbon (1401-1456)  | Karel I van Bourbon (1401-1456)  | Agnes van Bourgondië (1407-1476) | Agnes van Bourgondië (1407-1476) | Agnes van Bourgondië (1407-1476) | Agnes van Bourgondië (1407-1476) | Agnes van Bourgondië (1407-1476) | Agnes van Bourgondië (1407-1476) |  |  |  |  |  |  |  |  |  |  |  |  |  |  |  |  |  |  |  |  |  |  |  |  |  |  |  |  |  |  |  |  |  |  |  |  |  |  |  |  |  |  |  |  |  |  |  |  |
| Ernst I van Oostenrijk (1377-1424) | Ernst I van Oostenrijk (1377-1424) | Ernst I van Oostenrijk (1377-1424) | Ernst I van Oostenrijk (1377-1424) | Ernst I van Oostenrijk (1377-1424) | Ernst I van Oostenrijk (1377-1424) | Cymburgis van Mazovië (ca. 1394−1429) | Cymburgis van Mazovië (ca. 1394−1429) | Cymburgis van Mazovië (ca. 1394−1429) | Cymburgis van Mazovië (ca. 1394−1429) | Cymburgis van Mazovië (ca. 1394−1429) | Cymburgis van Mazovië (ca. 1394−1429) |                                  |                                  | Eduard van Portugal (1391-1438)  | Eduard van Portugal (1391-1438)  | Eduard van Portugal (1391-1438)          | Eduard van Portugal (1391-1438)          | Eduard van Portugal (1391-1438)          | Eduard van Portugal (1391-1438)          | Eleonora van Aragón (1402-1445)          | Eleonora van Aragón (1402-1445)          | Eleonora van Aragón (1402-1445) | Eleonora van Aragón (1402-1445) | Eleonora van Aragón (1402-1445)       | Eleonora van Aragón (1402-1445)       |                                       |                                       | Filips de Goede (1396-1467)           | Filips de Goede (1396-1467)           | Filips de Goede (1396-1467) | Filips de Goede (1396-1467) | Filips de Goede (1396-1467) | Filips de Goede (1396-1467) | Isabella van Portugal (1397-1472)  | Isabella van Portugal (1397-1472)  | Isabella van Portugal (1397-1472)  | Isabella van Portugal (1397-1472)  | Isabella van Portugal (1397-1472)  | Isabella van Portugal (1397-1472)  |                                  |                                  | Karel I van Bourbon (1401-1456)  | Karel I van Bourbon (1401-1456)  | Karel I van Bourbon (1401-1456)  | Karel I van Bourbon (1401-1456)  | Karel I van Bourbon (1401-1456)  | Karel I van Bourbon (1401-1456)  | Agnes van Bourgondië (1407-1476) | Agnes van Bourgondië (1407-1476) | Agnes van Bourgondië (1407-1476) | Agnes van Bourgondië (1407-1476) | Agnes van Bourgondië (1407-1476) | Agnes van Bourgondië (1407-1476) |  |  |  |  |  |  |  |  |  |  |  |  |  |  |  |  |  |  |  |  |  |  |  |  |  |  |  |  |  |  |  |  |  |  |  |  |  |  |  |  |  |  |  |  |  |  |  |  |
|                                    |                                    |                                    |                                    |                                    |                                    |                                       |                                       |                                       |                                       |                                       |                                       |                                  |                                  |                                  |                                  |                                          |                                          |                                          |                                          |                                          |                                          |                                 |                                 |                                       |                                       |                                       |                                       |                                       |                                       |                             |                             |                             |                             |                                    |                                    |                                    |                                    |                                    |                                    |                                  |                                  |                                  |                                  |                                  |                                  |                                  |                                  |                                  |                                  |                                  |                                  |                                  |                                  |  |  |  |  |  |  |  |  |  |  |  |  |  |  |  |  |  |  |  |  |  |  |  |  |  |  |  |  |  |  |  |  |  |  |  |  |  |  |  |  |  |  |  |  |  |  |  |  |
|                                    |                                    |                                    |                                    | Keizer Frederik III (1415-1493)    | Keizer Frederik III (1415-1493)    | Keizer Frederik III (1415-1493)       | Keizer Frederik III (1415-1493)       | Keizer Frederik III (1415-1493)       | Keizer Frederik III (1415-1493)       |                                       |                                       |                                  |                                  |                                  |                                  | Eleonora Helena van Portugal (1434-1467) | Eleonora Helena van Portugal (1434-1467) | Eleonora Helena van Portugal (1434-1467) | Eleonora Helena van Portugal (1434-1467) | Eleonora Helena van Portugal (1434-1467) | Eleonora Helena van Portugal (1434-1467) |                                 |                                 |                                       |                                       |                                       |                                       |                                       |                                       |                             |                             | Karel de Stoute (1433-1477) | Karel de Stoute (1433-1477) | Karel de Stoute (1433-1477)        | Karel de Stoute (1433-1477)        | Karel de Stoute (1433-1477)        | Karel de Stoute (1433-1477)        |                                    |                                    |                                  |                                  |                                  |                                  | Isabella van Bourbon (1436-1465) | Isabella van Bourbon (1436-1465) | Isabella van Bourbon (1436-1465) | Isabella van Bourbon (1436-1465) | Isabella van Bourbon (1436-1465) | Isabella van Bourbon (1436-1465) |                                  |                                  |                                  |                                  |  |  |  |  |  |  |  |  |  |  |  |  |  |  |  |  |  |  |  |  |  |  |  |  |  |  |  |  |  |  |  |  |  |  |  |  |  |  |  |  |  |  |  |  |  |  |  |  |
|                                    |                                    |                                    |                                    | Keizer Frederik III (1415-1493)    | Keizer Frederik III (1415-1493)    | Keizer Frederik III (1415-1493)       | Keizer Frederik III (1415-1493)       | Keizer Frederik III (1415-1493)       | Keizer Frederik III (1415-1493)       |                                       |                                       |                                  |                                  |                                  |                                  | Eleonora Helena van Portugal (1434-1467) | Eleonora Helena van Portugal (1434-1467) | Eleonora Helena van Portugal (1434-1467) | Eleonora Helena van Portugal (1434-1467) | Eleonora Helena van Portugal (1434-1467) | Eleonora Helena van Portugal (1434-1467) |                                 |                                 |                                       |                                       |                                       |                                       |                                       |                                       |                             |                             | Karel de Stoute (1433-1477) | Karel de Stoute (1433-1477) | Karel de Stoute (1433-1477)        | Karel de Stoute (1433-1477)        | Karel de Stoute (1433-1477)        | Karel de Stoute (1433-1477)        |                                    |                                    |                                  |                                  |                                  |                                  | Isabella van Bourbon (1436-1465) | Isabella van Bourbon (1436-1465) | Isabella van Bourbon (1436-1465) | Isabella van Bourbon (1436-1465) | Isabella van Bourbon (1436-1465) | Isabella van Bourbon (1436-1465) |                                  |                                  |                                  |                                  |  |  |  |  |  |  |  |  |  |  |  |  |  |  |  |  |  |  |  |  |  |  |  |  |  |  |  |  |  |  |  |  |  |  |  |  |  |  |  |  |  |  |  |  |  |  |  |  |
|                                    |                                    |                                    |                                    |                                    |                                    |                                       |                                       |                                       |                                       | Keizer Maximiliaan I (1459-1519)      | Keizer Maximiliaan I (1459-1519)      | Keizer Maximiliaan I (1459-1519) | Keizer Maximiliaan I (1459-1519) | Keizer Maximiliaan I (1459-1519) | Keizer Maximiliaan I (1459-1519) |                                          |                                          |                                          |                                          |                                          |                                          |                                 |                                 |                                       |                                       |                                       |                                       |                                       |                                       |                             |                             |                             |                             |                                    |                                    |                                    |                                    | Maria van Bourgondië (1457-1482)   | Maria van Bourgondië (1457-1482)   | Maria van Bourgondië (1457-1482) | Maria van Bourgondië (1457-1482) | Maria van Bourgondië (1457-1482) | Maria van Bourgondië (1457-1482) |                                  |                                  |                                  |                                  |                                  |                                  |                                  |                                  |                                  |                                  |  |  |  |  |  |  |  |  |  |  |  |  |  |  |  |  |  |  |  |  |  |  |  |  |  |  |  |  |  |  |  |  |  |  |  |  |  |  |  |  |  |  |  |  |  |  |  |  |
|                                    |                                    |                                    |                                    |                                    |                                    |                                       |                                       |                                       |                                       | Keizer Maximiliaan I (1459-1519)      | Keizer Maximiliaan I (1459-1519)      | Keizer Maximiliaan I (1459-1519) | Keizer Maximiliaan I (1459-1519) | Keizer Maximiliaan I (1459-1519) | Keizer Maximiliaan I (1459-1519) |                                          |                                          |                                          |                                          |                                          |                                          |                                 |                                 |                                       |                                       |                                       |                                       |                                       |                                       |                             |                             |                             |                             |                                    |                                    |                                    |                                    | Maria van Bourgondië (1457-1482)   | Maria van Bourgondië (1457-1482)   | Maria van Bourgondië (1457-1482) | Maria van Bourgondië (1457-1482) | Maria van Bourgondië (1457-1482) | Maria van Bourgondië (1457-1482) |                                  |                                  |                                  |                                  |                                  |                                  |                                  |                                  |                                  |                                  |  |  |  |  |  |  |  |  |  |  |  |  |  |  |  |  |  |  |  |  |  |  |  |  |  |  |  |  |  |  |  |  |  |  |  |  |  |  |  |  |  |  |  |  |  |  |  |  |
|                                    |                                    |                                    |                                    |                                    |                                    |                                       |                                       |                                       |                                       |                                       |                                       |                                  |                                  |                                  |                                  |                                          |                                          |                                          |                                          |                                          |                                          |                                 |                                 |                                       |                                       |                                       |                                       |                                       |                                       |                             |                             |                             |                             |                                    |                                    |                                    |                                    |                                    |                                    |                                  |                                  |                                  |                                  |                                  |                                  |                                  |                                  |                                  |                                  |                                  |                                  |                                  |                                  |  |  |  |  |  |  |  |  |  |  |  |  |  |  |  |  |  |  |  |  |  |  |  |  |  |  |  |  |  |  |  |  |  |  |  |  |  |  |  |  |  |  |  |  |  |  |  |  |
|                                    |                                    |                                    |                                    |                                    |                                    |                                       |                                       |                                       |                                       |                                       |                                       |                                  |                                  |                                  |                                  |                                          |                                          |                                          |                                          |                                          |                                          |                                 |                                 |                                       |                                       |                                       |                                       |                                       |                                       |                             |                             |                             |                             |                                    |                                    |                                    |                                    |                                    |                                    |                                  |                                  |                                  |                                  |                                  |                                  |                                  |                                  |                                  |                                  |                                  |                                  |                                  |                                  |  |  |  |  |  |  |  |  |  |  |  |  |  |  |  |  |  |  |  |  |  |  |  |  |  |  |  |  |  |  |  |  |  |  |  |  |  |  |  |  |  |  |  |  |  |  |  |  |
|                                    |                                    |                                    |                                    |                                    |                                    |                                       |                                       |                                       |                                       |                                       |                                       |                                  |                                  | Filips de Schone (1478-1506)     | Filips de Schone (1478-1506)     | Filips de Schone (1478-1506)             | Filips de Schone (1478-1506)             | Filips de Schone (1478-1506)             | Filips de Schone (1478-1506)             |                                          |                                          |                                 |                                 | Margaretha van Oostenrijk (1480-1530) | Margaretha van Oostenrijk (1480-1530) | Margaretha van Oostenrijk (1480-1530) | Margaretha van Oostenrijk (1480-1530) | Margaretha van Oostenrijk (1480-1530) | Margaretha van Oostenrijk (1480-1530) |                             |                             |                             |                             | Francis van Oostenrijk (1481-1481) | Francis van Oostenrijk (1481-1481) | Francis van Oostenrijk (1481-1481) | Francis van Oostenrijk (1481-1481) | Francis van Oostenrijk (1481-1481) | Francis van Oostenrijk (1481-1481) |                                  |                                  |                                  |                                  |                                  |                                  |                                  |                                  |                                  |                                  |                                  |                                  |                                  |                                  |  |  |  |  |  |  |  |  |  |  |  |  |  |  |  |  |  |  |  |  |  |  |  |  |  |  |  |  |  |  |  |  |  |  |  |  |  |  |  |  |  |  |  |  |  |  |  |  |

## Naar haar genoemd
- De Margaretatunnel, een 755 m lange autotunnel van de Tangent onder de Leuvense Vaart in Mechelen, die in 2022 geopend is.
- Het Margareta van Oostenrijkplein, tegenover haar Hof van Savoye in Mechelen, is in 2017 naar haar genoemd.[8]